# كارين تومسون ووكر
كارين تومسون ووكر (بالإنجليزية: Karen Thompson Walker)‏ هي كاتِبة أمريكية، ولدت في 1980 في سان دييغو في الولايات المتحدة.